# Calendrier pataphysique
Le calendrier pataphysique a été inventé par le Collège de ’Pataphysique en 1948. Il est inspiré par L'Almanach du Père Ubu illustré (1899), et L'Almanach illustré du Père Ubu (Fasquelle, 1901), d'Alfred Jarry. La création du calendrier pataphysique institue l'Ère pataphysique, souvent abrégée EP. 
Il compte 13 mois de 28 jours (dont les « vacuations », qui sont des jours imaginaires), et se veut être un calendrier perpétuel. Le nom des mois et les saints célébrés chaque jours sont essentiellement des références à l'œuvre de Jarry, mais aussi à celle des membres du Collège de ’Pataphysique ou aux patacesseurs ; certaines dénominations sont également des contrepètries.
Le calendrier pataphysique est utilisé par le Collège de ’Pataphysique et par ses membres, pour qui il est qualifié de calendrier « réel », par opposition au calendrier grégorien qui est dit « vulgaire » ou « apparent ». 

## Structure du calendrier
« A l'instar d['Alfred Jarry], qui avait conçu un « calendrier du Père Ubu », le Collège [de ’Pataphysique] a en outre publié, dès l'origine, un calendrier qui lui est propre et où les noms de mois […] sont directement tirés de l'œuvre jarryque. Quant aux Fêtes, elles renvoient tantôt à ce même corpus […], tantôt à des œuvres ou à des personnalités choisies pour leur conformité au projet collégial. S'y trouvent associés, explicitement ou par allusion, des représentants des Arts et Lettres […] mais aussi des figures historiques dont la notoriété ne ressortit pas aux mêmes critères d'appréciation […]. À quoi s'ajoutent encore moultes références à des créatures connues comme imaginaires […] et qui contribuent à faire de cette liste, non point un panthéon de valeurs, d'esthètes ou de monstres, mais un répertoire indifférent aux catégories que la doxa, soucieuse d'admirer comme de disqualifier, a coutume de distinguer. »

— Jean-François Jeandillou

### Mois du calendrier
« L’ère ’Pataphysique commence le 8 septembre 1873, qui d’ores en avant prend la dénomination de 1er du mois Absolu An 1 E.P. (Ère ’Pataphysique), et à partir de quoi l’ordre des 13 mois (douze de 28 jours et un de 29) du Calendrier ’Pataphysique est fixé comme suit : Absolu, Haha, As, Sable, Décervelage, Gueules, Pédale, Clinamen, Palotin, Merdre, Gidouille (29 jours), Tatane, Phalle. »

— Statuts du Collège de Pataphysiques, article 12 § 2.
| N° | Mois        | Durée (jours) | Équivalent dans le calendrier grégorien | Évènements associés |
| -- | ----------- | ------------- | --------------------------------------- | --- |
| 01 | Absolu      | 28            | du 8 septembre au 5 octobre             | Ce mois inclut l'équinoxe d'automne de l'hémisphère nord, le plus souvent le 14 Absolu (ou 21 septembre), ou le lendemain, certaines années la veille, voire le surlendemain. |
| 02 | Haha        | 28            | du 6 octobre au 2 novembre              | |
| 03 | As          | 28            | du 3 novembre au 30 novembre            | |
| 04 | Sable       | 28            | du 1er décembre au 28 décembre          | Ce mois inclut le solstice d'hiver de l'hémisphère nord, le plus souvent le 21 Sable (ou 21 décembre).                                                                        |
| 05 | Décervelage | 28            | du 29 décembre au 25 janvier            | |
| 06 | Gueules     | 28 / 29       | du 26 janvier au 22 ou 23 février       | Ce mois fait 29 jours les années bissextiles, dont le dernier jour ajouté hors-semaine est appelé « hunyadi gras ».                                                           |
| 07 | Pédale      | 28            | du 23 ou 24 février au 22 mars          | Ce mois inclut l'équinoxe de printemps de l'hémisphère nord, le plus souvent le 26 Pédale ou (20 mars).                                                                       |
| 08 | Clinamen    | 28            | du 23 mars au 19 avril                  | |
| 09 | Palotin     | 28            | du 20 avril au 17 mai                   | |
| 10 | Merdre      | 28            | du 18 mai au 14 juin                    | |
| 11 | Gidouille   | 29            | du 15 juin au 13 juillet                | Ce mois inclut le solstice d'été de l'hémisphère nord, le plus souvent le 7 Gidouille (ou 21 juin), ainsi que le dernier jour ajouté hors-semaine appelé « hunyadi ».         |
| 12 | Tatane      | 28            | du 14 juillet au 10 août                | Ce mois débute le jour coïncidant avec la célébration de la prise de la Bastille, de la fête de la Fédération ou de l'actuelle fête nationale française.                      |
| 13 | Phalle      | 28            | du 11 août au 7 septembre               | |

Ce calendrier intègre à ses mois des jours imaginaires hors-semaine appelés « vacuations » (le 29 Gidouille, plus le 29 Gueules pour les années bissextiles), ce qui lui permet de former 13 mois réguliers de 28 jours chacun (avec une exception, le mois de Gueule, pour confirmer la règle), ce qui rend le calendrier perpétuel.
Les noms habituels des jours de la semaine, de dimanche à samedi, ont été conservés, sauf le ou les deux jours imaginaires de l'année, qui sont nommés hunyadi, et plus spécialement hunyadi gras. Tous les 13 sont des vendredis (voir vendredi 13). Dernière particularité de ce calendrier, outre ces fêtes il y existe aussi des Vacuations, en quelque sorte des jours vides.

### Célébrations
Le calendrier pataphysique honore diverses personnalités réelles, fictionnelles, humaines, animales ou certaines notions. Elles sont souvent en lien avec l'œuvre d'Alfred Jarry, mais contient aussi des allusions à d'autres auteurs ou artistes.

#### Hiérarchie des fêtes
Chaque jour est soit une Fête Suprême, soit une Vacuation. Les premières sont de plusieurs ordres, présentés ci-dessous suivi d'exemples. Chaque mois est scindé selon les ordres.
- Fêtes Suprêmes Premières premières[note 6]. Exemple : Invention de la ’Pataphysique, le 15 clinamen (6 avril) ;
- Fêtes Suprêmes Premières secondes[note 7]. Exemple : Nativité d'Alfred Jarry, le 1er absolu (8 septembre) ;
- Fêtes Suprêmes Secondes[note 8]. Exemple : Résurrection de Bosse-de-Nage, le 22 haha (27 octobre) ;
- Fêtes Suprêmes Tierces[note 9]. Exemple : Éthernité, le 15 absolu (22 septembre) ;
- Fêtes Suprêmes Quartes. Exemple : St Possible, schizophrène, le 21 as (23 novembre).

#### Saints
Les saints sont presque tous modifiés[C'est-à-dire ?] (Saint Jean-Pierre Brisset, philologue, prince des penseurs (le 25 haha)). Les saints catholiques restants sont détournés (Ste Barbe (femme à), femme-canon (le 4 sable)). Certains noms de saints sont des contrepèteries (St Prélote, capucin (le 19 phalle), Vers Belges (le 6 pédale)).
Viridis Candela, la revue du Collège de ’Pataphysique, a consacré un ensemble de numéros aux divers saints du calendrier pataphysique. Intitulés Vie des saints du Calendrier Pataphysique, chaque numéro traite des saints d'un mois. Ils sont répartis comme suit, au fil des différentes séries :
- Les Organographes du Cymbalum Pataphysicum : 
  - no 6 : absolu,
  - no 12-13 : décervelage,
  - no 25-26 : as ;

- Les Monitoires du Cymbalum Pataphysicum :
  - no 4 : haha (première quinzaine),
  - no 5 : haha (deuxième quinzaine),
  - no 9 : sable (1),
  - no 11 : sable (2),
  - no 23 : tatane (1),
  - no 25 : tatane (2) ;

- L’Expectateur du Cymbalum Pataphysicum[note 10] :
  - no 26 : gueules,
  - no 22 : clinamen (1),
  - no 21 : clinamen (2),
  - no 16 : pédale,
  - no 12 : merdre,
  - no 8 : palotin,
  - no 6 : gidouille,
  - no 4 : phalle.

D'autres numéros ont été consacrés au sujet de la Sainteté et du calendrier :
- Le Correspondancier du Collège de ’Pataphysique : no 13 « Les Saints, 1 », no 16 « Les Saints, 2 ».
- Le publicateur du Collège de ’Pataphysique : no 18 « Candidats à la Sainteté », no 21 « Calendriers ».